# احتفالات تتويج ملوك بريطانيا

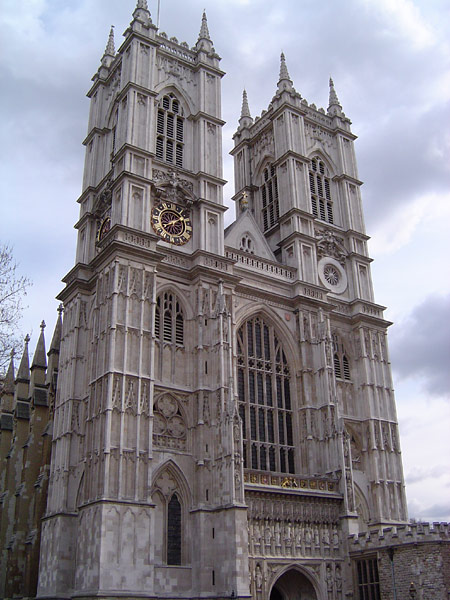
تُعقد مراسيم تتويج ملوك بريطانيا في دير وستمنستر

احتفالات تتويج ملوك بريطانيا هي مراسيم (بالتحديد طقوس تنصيب) تتويج ملوك المملكة المتحدة رسميًّا ومنحهم المجوهرات الملكية الدالة على تملكهم سلطة الملك وحقوقه. وهي تشبه المراسيم الأوروبية لتتويج الملوك في القرون الوسطى.
يُتوج الملك عادة بعد عدة شهور من وفاة الملك السابق؛ لاعتبار التتويج مناسبة مبهجة ليس من اللائق الاحتفال بها خلال فترة الحداد. ولأن ذلك يمنح منظمي الاحتفال وقتًا كافيًا للانتهاء من تحضيراتهم المدروسة بعناية؛ فعلى سبيل المثال، اعتلت الملكة إليزابيث الثانية العرش في السادس من فبراير\شباط عام 1952، إلا أنها توجت في الثاني من يونيو\حزيران عام 1953.
يتولّى رئيس أساقفة كانتربري إجراء مراسم التتويج، بصفته صاحب المنصب الأرفع بين رجال الدين في كنيسة إنجلترا. كما يضطلع رجال الدين والنبلاء الآخرون بأدوار مختلفة. ويجب على معظم المشاركين في المراسيم ارتداء أزياء احتفالية خاصة. ويحضر الاحتفالية الكثير من المدعوين والمسؤولين الحكوميين وممثلي الدول الأجنبية.
لم تتغيّر عناصر التتويج الرئيسة بشكل كبير منذ ألف عام؛ فرئيس الأساقفة يقدم الملك ويهتف له الشعب، ثم يُقسِم الملك الجديد قسم الولاء الذي يتعهد فيه على المحافظة على القانون وتطبيقه، يتلو ذلك تكريس الملك وتتويجه ومنحه المجوهرات الملكية، ثم تُبدي الرعية احترامها له.

## تاريخها
وضع القديس دَنسْتَان العناصر الأساسية لمراسيم التتويج والصيغة الأولى للقسم في حفل تتويج الملك إدغار عام 973. وهي مستمدة من مثيلتها التي استخدمها ملوك الفرنجة، ومن مراسيم أخرى مستخدمة في ترسيم الأساقفة، إلا أنها خضعت للمراجعة والتحديث في القرن الثاني عشر، وأُدخِلت عليها أحدث التأثيرات الأوروبية، وأعيدت الكرة ثانية مع إضافة ترجمة لها إلى الإنجليزية في فترة الإصلاح. وبناءً على طلب جيمس الثاني، حُذِف منها الأفخارستيا (أعيدت بعد ذلك من قبل ملوك آخرين). وأخيرًا قام هنري كومتن عام 1689 بمراجعة النسخة الأخيرة للمراسيم حيث أصبحت نهائية ولم يدخل عليها أي تعديل منذ ذلك الوقت.

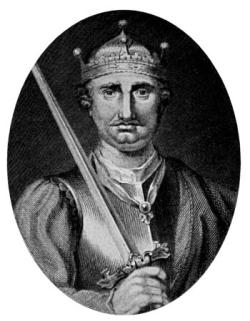
ويليام الأول «الفاتح» الذي توج في اليوم نفسه الذي اعتلى فيه العرش

لم يكن هناك موعدٌ ثابتٌ للتتويج على مر التاريخ البريطاني؛ فويليام الأول " الفاتح"، أول ملك نورماني، توج في اليوم الذي أصبح فيه ملكًا وهو الخامس والعشرون من ديسمبر\كانون الأول عام 1066. في حين أن خلفاءه توجوا خلال أيام أو حتى أسابيع من خلافتهم؛ فإدوارد الأول اعتلى العرش في الوقت الذي كان يحارب فيه في الحملة الصليبية التاسعة عام 1272، وتُوج بعد عودته عام 1274. وكذلك تأخر تتويج إدوارد الثاني بسبب إحدى الحملات في اسكتلندا عام 1307. بينما اعتلى هنري السادس العرش وعمره لم يتجاوز بضعة شهور عام 1422 وتُوج عام 1429 لكنه لم يتسلم مقاليد الحكم قبل بلوغه سنًّا مناسبة وذلك عام 1437. أما تحت حكم ملوك أسرة هانوفر أواخر القرن الثامن عشر والتاسع عشر، سُمِح بتمديد فترة الانتظار لعدة شهور حتى انتهاء فترة الحداد على الملك السابق، ولمنح المنظمين وقتًا للاستعداد للمراسم؛ فمنذ تتويج الملك جورج الرابع أصبحت فترة الانتظار سنة بين اعتلاء العرش والتتويج باستثناء أن الملك السابق لجورج الرابع لم يمت بل خُطِف. ولذلك حُدِد ميعاد التتويج واسُتكملت التجهيزات للمراسيم بوجود ملك جديد.
نظرًا لأن التتويج لم يكن يتبع اعتلاء العرش مباشرة بل كانت تفصل بينهما عادة فترة من الزمن، لم يتوج بعض الملوك على الإطلاق مثل إدوارد الخامس وليدي جين غراي اللذين عزلا قبل التتويج عامي 1483 و1553 على التوالي. ولم يتوج إدوارد الثامن أيضًا؛ لتنازله عن العرش عام 1936 قبل نهاية العام التقليدي بين اعتلاء العرش والتتويج. ويعتلي الملك العرش في اللحظة التي يتوفى فيها الملك السابق، وليس حينما يتوج، على نحو الجملة الشهيرة: «مات الملك، يحيا الملك».
اختار الملوك الأنجلو ساكسونيون عدة مدن لإجراء مراسيم التتويج من ضمنها: باث، وكينغستون على نهر التايمز، ولندن، ووينشستر؛ فعام 1066، تُوج هارولد الثاني -آخر الملوك الأنجلو ساكسونيين- في كنيسة وستمنستر التي عُقِدت فيها بعد ذلك كل حفلات التتويج. كذلك ظلت العناصر الرئيسة للتتويج التي وضعها دَنسْتَان في عام 973 نفسها للألف سنة التالية. عام 1216، تُوج هنري الثالث في جلوسستر عندما كانت لندن تحت سيطرة الفرنسيين، ثم اختار أن يتوج ثانية في ويستمنستر عام 1220. وبعد مرور مائتي سنة، تُوج هنري السادس مرتين؛ واحدة بصفته ملك إنجلترا في لندن عام 1429، وأخرى بصفته ملك فرنسا في باريس عام 1431.

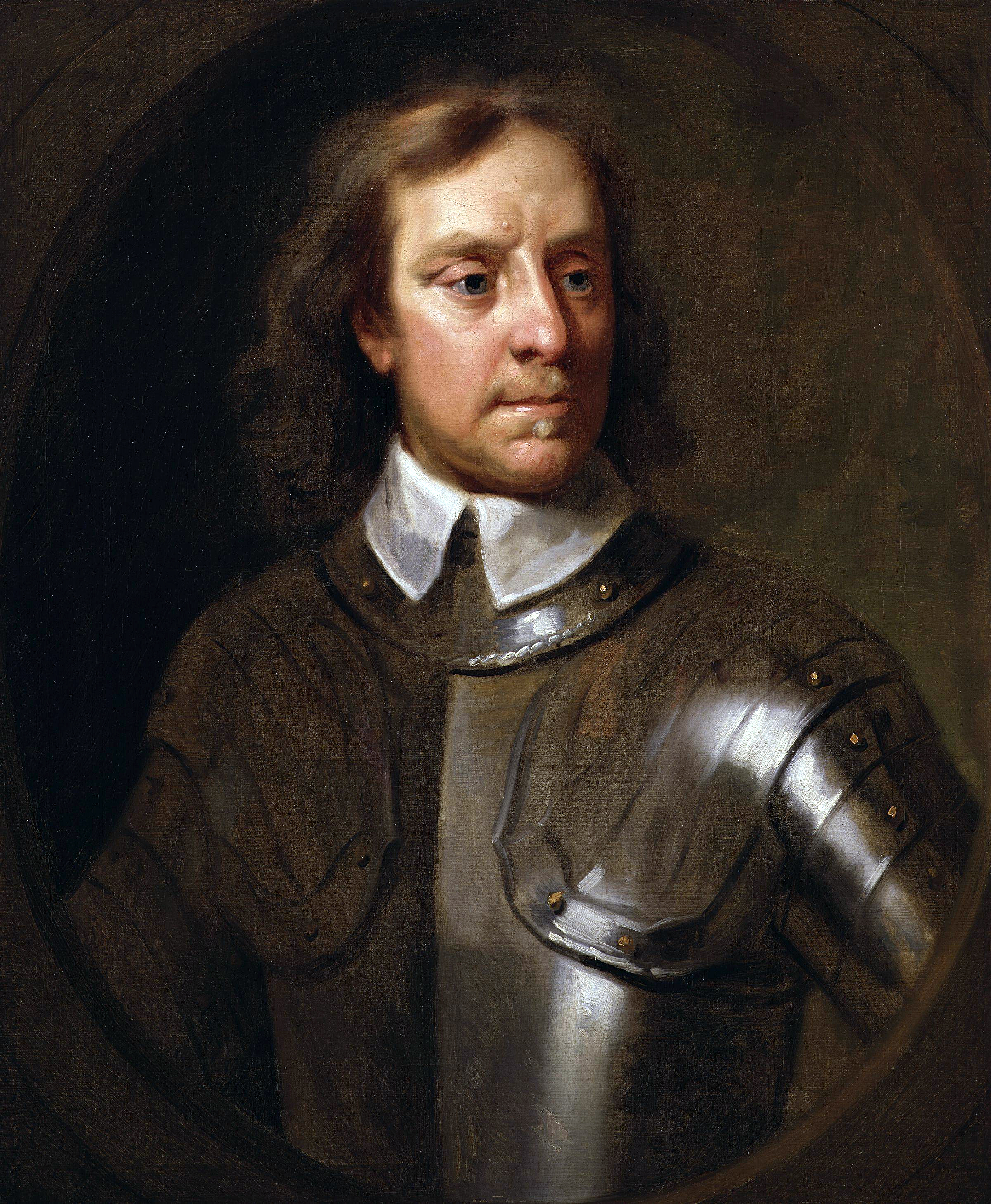
أوليفر كرومويل «اللورد الحامي» الذي رفض التاج

عقب الحرب الأهلية في إنجلترا، رفض أوليفر كرومويل التاج، لكن أجُريت له مراسيم التتويج كاملة باستثناء اللقب الذي غيره في هذا التنصيب الثاني ليصبح اللورد الحامي عام 1657.

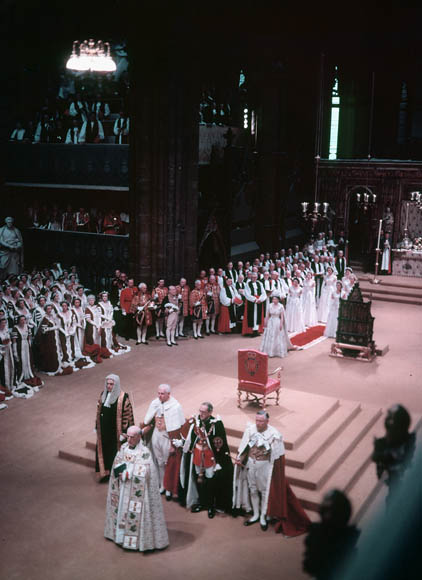
صورة من حفل تتويج الملكة إليزابيث الثانية

من الممكن أن تُعقد مراسيم التتويج لأشخاص آخرين غير الملوك الذين يحكمون فعليًا؛ وهو ما كان شائعًا في فرنسا وألمانيا في العصور الوسطى. الأمر الذي حدث في إنجلترا مرتين فقط؛ الأولى عام 1770 عندما تُوج هنري الصغير ملكًا آخر لإنجلترا بصفته تابعًا لوالده هنري الثاني، والثانية في تتويج آخر فريد من نوعه هو تتويج الملك إيجفريث من مرسيا عام 769 خلال حكم أبيه أوفا من مرسيا. أما الملكات فيتوجن عادةً بصفتهن زوجات للملوك؛ وإذا كان الملك متزوجًا بالفعل وقت تتويجه، من الممكن إجراء مراسيم التتويج لكل من الملك والملكة في الوقت نفسه. وكان التتويج الأول من هذا النوع لهنري الثاني ملك إنجلترا وزوجته إليانور من إكوتين عام 1154. وتوالى بعده سبعة عشر تتويجًا من النوع نفسه متضمنًا الحكام الذين يتشاركون الحكم مثل وليم الثالث وماري الثانية. والمثال الأحدث على ذلك زواج جورج السادس وإليزابيث باوز ليون سابقًا عام 1937. أما إذا تزوج الملك للمرة الأولى، أو للمرة الثانية بعد التتويج، أو أن زوجته لم تتوج معه لسبب ما؛ فمن الممكن أن تتوج في حفلة منفصلة. وهو ما حدث لماتيلدا من فلاندرز التي كانت أول زوجة ملك تتوج بهذه الطريقة عام 1068. والأخيرة كانت آن بولين عام 1533. لكن لم يحدث ذلك لتشارلز الثاني، الملك الأكثر حداثة الذي تزوج بعد التتويج؛ فهو لم يحظ بتتويج منفصل لزوجته كاثرين من براغانزا.
سنة 1953، أذاعت هيئة الإذاعة البريطانية حفل تتويج إليزابيث الثانية، لكن لم يسمح إلا ببث المشاهد البعيدة مثل الجوقة، والبقية كانت تُصور لتُذاع لاحقًا بعد حذف أية حوادث مؤسفة. وبالتالي، لم يتمكن مشاهدو التلفزيون من متابعة معظم أحداث التتويج الرئيسة ومن ضمنها التتويج الحقيقي (وضع التاج على رأس الملك) على الهواء مباشرة. الأمر الذي أثار جدلًا في الصحافة ووصل إلى طرح أسئلة عنه في البرلمان. وعليه، تم تغيير القرار وأذُيعت الاحتفالية كاملة باستثناء التكريس والقربان المقدس. ثم كُشِف النقاب بعد ثلاثين عامًا عن أن هذا التغيير حدث بسبب تدخل الملكة شخصيًّا. وقد قدرت أعداد مشاهدي التتويج في المملكة المتحدة بعشرين مليون فرد، وهو عدد غير مسبوق في تاريخ التلفزيون.
يُتوج الملك على عدة دول معًا. فمثلًا سُئلت الملكة إليزابيث الثانية حين توجت بالصيغة الآتية التي تدل على تتويجها على عدة بلدان غير بريطانيا العظمى وأيرلندا الشمالية: «أتعدين وتقسمين أن تحكمي شعوب المملكة المتحدة لبريطانيا العظمى، وأيرلندا الشمالية، وكندا، وأستراليا، ونيوزيلندا، واتحاد جنوب أفريقيا، وباكستان، وسيلان، وممتلكاتك، وأي أراضي أخرى تملكها هذه الدول، أو تتبع لها وفقًا لقوانينها وعاداتها؟».

## المشاركون
وهم لفيف من شخصيات ذات طراز رفيع من داخل وخارج بريطانيا ومن دول الكومنولث، يقوم بعضها بمشاركة مباشرة في المراسم. ففي تتويج إليزابيث الثانية عام 1953، حضر 7500 مدعو وتكدسوا في الدير وكان عليهم الجلوس في مساحة أقصاها 18 إنشًا (460 مم) من مساحة المقاعد.

### رجال الدين المسيحي

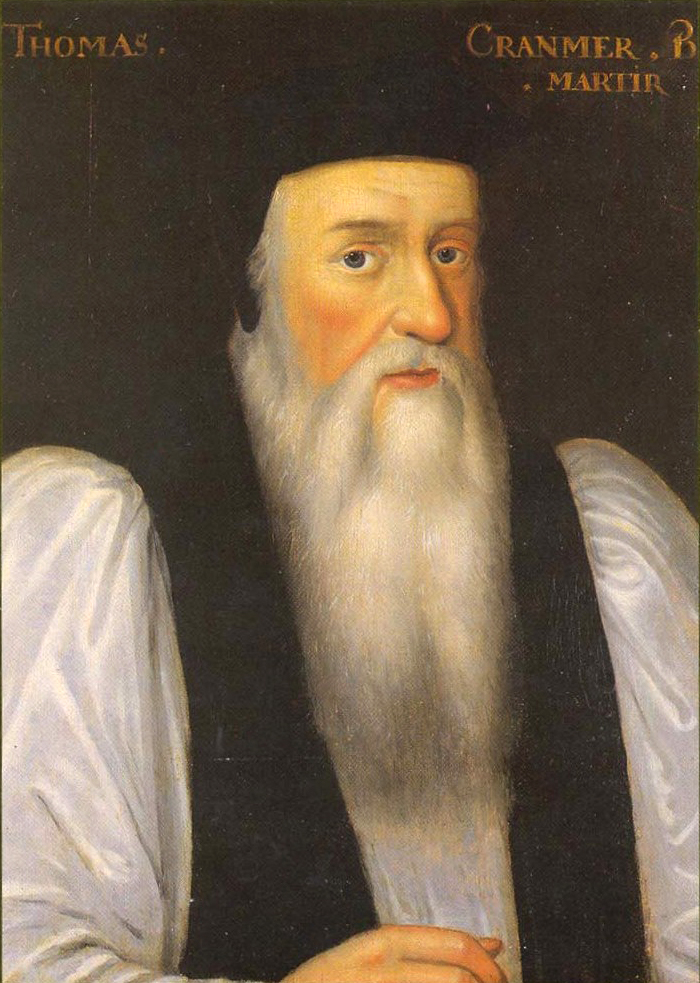
بورتريه لتوماس كرانمر، رئيس أساقفة كانتربري، الذي رفضت ماري الأولى إجراءه لمراسيم تتويجها

يتولى رئيس أساقفة كانتربري عادةً مراسيم التتويج لما له من سابقة على رجال الدين المسيحي والشعب ماعدا أفراد العائلة المالكة. وفي حالة غيابه يختار الملك أسقفًا آخر ليحل محله. إلا أن هناك عدة استثناءات لهذه القاعدة؛ فرئيس أساقفة يورك أجرى مراسيم تتويج وليم الأول؛ لأن رئيس أساقفة كانتربري عينه أنتي بوب (البابا المزيف) بنيديكت العاشر. بالتالي، لم يعترف البابا بتعيينه. وأجرى مراسيم تتويج إدوارد الثاني رئيس أساقفة وينشستر؛ لأن إدوارد الأول عزل رئيس أساقفة كانتربري. كما رفضت ماري الأولى التي كانت كاثوليكية أن يجري مراسيم تتويجها البروتستانتيتوماس كرنمر رئيس أساقفة كانتربري، لذا أجراه رئيس أساقفة وينشستر. وأخيرًا، عندما عُزِل جيمس الثاني وحلّ محله وليم الثالث وماري الثانية بصفتهما ملكين مشتركَي الحكم، رفض رئيس أساقفة كانتربري الاعتراف بهما ملكين؛ فأجرى المراسيم أسقف لندن. لهذا، في معظم الحالات التي لا يجري فيها رئيس أساقفة كانتربري المراسم، يحل محله أحد كبار جال الدين المسيحي حسب الأسبقية وهي كالتالي: رئيس أساقفة يورك، ثم أسقف لندن، ثم أسقف درهام، ثم أسقف وينشستر. كما أجرى أسقف كارلايل مراسيم تتويج إليزابيث الأولى (لم تول له الأسقفية أسبقية خاصة) وإنما فعل ذلك؛ لأن كبار الأساقفة كانوا" إما متوفين، أو كبارًا جدًا في السن وعجزة، أو غير راغبين في إجراء المراسم.

### وزراء الدولة
يشترك وزراء الدولة في المراسم حسب التقاليد. وعلى الرغم من أن مناصب رئيس محكمة مجلس اللوردات (بالإنجليزية: Lord High Steward) واللورد قائد الجيوش الملكية (بالإنجليزية: Lord High Constable) لم تشغل بانتظام منذ القرنين الخامس عشر والسادس عشر على الترتيب، إلا أنه أعيد إحياؤهما من أجل مراسيم التتويج. كما يقوم كبير أمناء البلاط (بالإنجليزية:Lord Chamberlain) بمساعدة الملك في ارتداء الأزياء الاحتفالية، بمساعدة الموظف المسؤول عن الأردية والخادم (في حالة كونه ملكًا) أو الخادمة (في حالة كونها ملكة) المتخصصين في الأردية الملكية الخاصة بهذه المناسبة.
كما يشترك بارونات الموانئ الخمسة أيضًا في المراسم؛ وهم كانوا، رسميًا، أعضاء مجلس العموم وممثلي خمسة موانئ: هاستينغز، ونيو رومني، وهيث، ودوفر، وساندويتش. لكن الإصلاحات دمجتها في القرن التاسع عشر في نظام الدوائر الانتخابية العادي كما هو مطبق في جميع أنحاء البلاد. وفي احتفالات التتويج التي عُقِدت مؤخرًا، عُين البارونات خصيصًا من ضمن أعضاء مجالس المدينة لحضور التتويج. وهم في الأصل كانوا يحملون المظلة الملكية للملك. لكن المرة الأخيرة التي اضطلعوا فيها بهذه المهمة كانت في تتويج الملك جورج الرابع عام 1821، ولم يشاركوا في احتفالات تتويج ويليام الرابع (الذي أصر علي مراسيم أبسط وأرخص) وفيكتوريا. فمنذ تتويج فيكتوريا، حضر البارونات المراسم لكن لم يحملوا المظلات.

### طلبات أخرى لحضور التتويج
تُسند مهام شرفية أخرى للعديد من ملاك الأراضي وغيرهم تحددها محكمة خاصة للطلبات يرأسها (رئيس محكمة مجلس اللوردات: Lord High Steward) كما هي التقاليد. وقد اجتمعت أول محكمة طلبات في عام 1377 لتتويج ريتشارد الثاني. وبحلول فترة التيودور، دُمِج هذا المنصب (اللقب المتوارث) مع التاج. وبدأ هنري الثامن تقليدًا حديثًا بتسمية لورد مؤقت للتتويج مع مفوضيين خصيصًا ليقوموا بالعمل الفعلي في المحكمة.
قبلت المحكمة، على سبيل المثال، طلب كبير كهنة ويستمنستر لتقديم المشورة إلى الملكة حول الإجراءات المناسبة خلال المراسم (لقرابة الألف سنة احتفظ وزملاءه رؤساء الدير بكتاب تعليمات غير منشور)، وقبلت أيضًا طلب الأسقف لورد درهام والأسقف لورد باث وويلز للسير بجانب الملكة عندما تدخل وتخرج من الدير والوقوف بجانبها خلال طقس التتويج كاملًا، وطلب إيرل شروسبيري بصفته رئيس محكمة مجلس لوردات أيرلندا ليحمل العصا البيضاء. كما قبلت طلب طالبي منحة الملكة في مدرسة وستمنستر ليكونوا أول من يهتف للملكة نيابة عن عامة الشعب (اُضيف هتافهم "تحيا تحيا الملكة، باللاتينية "Vivat! Vivat Regina" إلى النشيد الوطني).

## الملابس

### الثياب الملكية

صورة الملك فيكتوريا وهي ترتدي إكليل الدولة الذي ارتداه لأول مرة الملك جورج الرابع

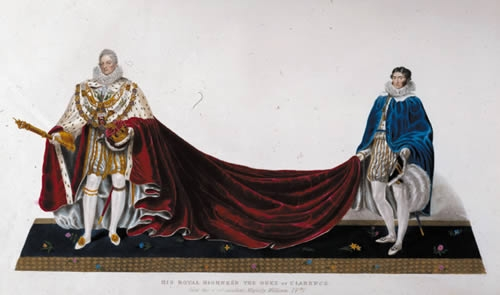
أردية دوق كلارنس (الملك ويليام الرابع بعد ذلك) يحمل ذيل أحدها خادم

يرتدي الملك أردية وملابس متنوعة خلال المراسم.
- المعطف القرمزي: معطف تقليدي يرتديه الملك خلال معظم الحفل، ويُلبس تحت كل الأردية الأخرى. عام 1953، ارتدت إليزابيث الثانية ثوبًا مبتكرًا حديثًا بدلًا من المعطف.[39]
- رداء الدولة من المخمل القرمزي أو رداء البرلمان: وهو الرداء الأول الذي يُستخدِم في التتويج، يُلبس عند دخول الدير ومؤخرًا في الافتتاحات الرسمية للبرلمان. وهو يتكون من فرو القاقم وذيل طويل من المخمل القرمزي مزين بمزيد من فرو القاقم والدانتيل الذهبي.[39]
- ثوب التكريس: وهو ثوب بسيط يُلبس خلال التكريس، ويكون أبيض بلا تطريز أو فستونات من الخلف.[39]
- الثوب الأبيض كالكفن (باللاتينية: Colobium sindonis): وهو ثوب أبيض واسع يرتديه الملك تحت ملابسه، مصنوع من الكتان الناعم ويزينه القماش المخرم، مفتوح من الجانبين وبلا أكمام وذو ياقة منخفضة يرمز إلى أن الملك يستمد سلطته من الشعب. وهو أول ثوب يرتديه الملك.[39]
- سوبرتونيكا (باللاتينية: Supertunica): وهو معطف طويل من الحرير الذهبي يصل للكاحلين، ذو أكمام واسعة، ومخطط بحرير وردي ومزخرف بالقماش المخرم الذهبي ومطرز برموز قومية ومربوط بحزام السيف. وهو مستمد من زي القنصل البريطاني، ويرتديه الملك ثانيًا.[39]
- الثوب الملكي (باللاتينية: Pallium Regale): وهو الثوب الرئيسي الذي يُلبس أثناء المراسيم ويستخدم خلال التتويج.[40] وهو عباءة من أربعة أمتار مخططة بالحرير القرمزي، ومزينة بالتويجات الفضية والرموز القومية والنسور الملكية الفضية في زواياها الأربع. وهذه العباءة ليست من الطقوس في شيء وإنما أُدخِلت بعد ذلك.[39]
- الوشاح الملكي (باللاتينية: Armilla): وهو وشاح من الحرير الذهبي الذي يُلبس مع الثوب الملكي مُطرز بكثافة بالخيوط الذهبية والفضية، ومرصع بالجواهر ومخطط بالحرير الوردي وبزركشة ذهبية.[41]
- المعطف الإمبراطوري من المخمل البنفسجي: وهو يُلبس في ختام المراسيم في طريق الخروج من الدير. وهو معطف مطرز بفرو القاقم، ومزين بصف من الحرير المخملي البنفسجي وفرو القاقم الكندي ومخطط بالكامل بالساتان الحريري الإنجليزي الخالص. ويذكرنا لونه البنفسجي بأزياء أباطرة الرومان[41]

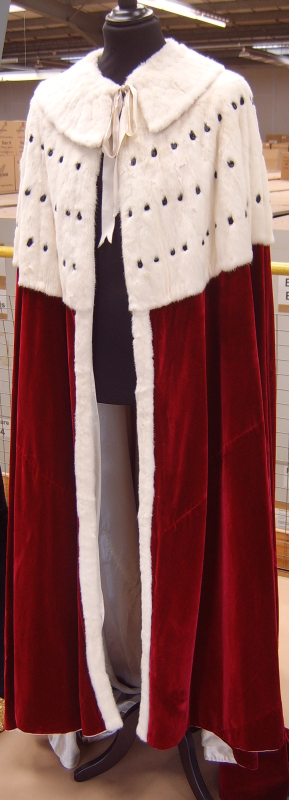
الأرواب التي يرتديها الإيرل

وعلى العكس من المجوهرات الملكية المتوارثة حسب التقاليد، من المعتاد أن تخُاط أثوابًا جديدة لكل ملك باستثناء السوبرتونيكا والثوب الملكي اللذان يرجع تاريخهما إلى تتويج الملك جورج الرابع في عام 1821.

### الزي الرسمي
يرتدي عدة مشاركين في المراسيم أزياء خاصة، أو أزياء موحدة، أو أردية؛ فيتكون زي القرناء من معطف طويل قرمزي من المخمل، ورداء من فرو القاقم. ويحدد عدد صفوف نقاط جلد الفقمة رتبة النبيل؛ فرداء الدوق يزينه أربعة صفوف، والماركيز ثلاثة ونصف، والإيرل ثلاثة، والفيكونت اثنين ونصف، والبارون واللورد في البرلمان اثنين. ويستخدم الدوق الملكي ستة صفوف من فرو القاقم على الجزء الأمامي من الرداء وعلى الذيل الطويل الذي يحمله الخدم.
أما رتبة القرناء فلا تحددها نقاط جلد الفقمة وإنما طول أذيال أرديتهم وعرض تطريز فرو القاقم على الحواف؛ فيبلغ طول أذيال الأردية للدوقة ياردتين (2م)، وللماركيزة ياردة وثلاثة أرباع الياردة، وللبارونة والليدي ياردة واحدة (ام). أما تطريز فرو القاقم فيبلغ عرضه خمس إنشات (127 مم) للدوقة، وأربعة (102 مم) للماركيزة، وثلاثة (67 مم) للكونتيسة، وإنشين لزوجة الفيكونت وللبارونة ولليدي. ولا يرتدي القرناء هذه الملابس إلا خلال احتفالات التتويج.

### التيجان والتويجات
يرتدي النبلاء التويجات كما يفعل غالبية العائلة الملكية. وهي تعتبر رموز دالة على رتبة المدعو أو علاقته بالملك؛ فتويج ولي العهد يحتوي على أربعة صلبان باتي (crosses-pattée) بالتبادل مع أربعة أزهار زنبق محاطة بقوس. ويستخدم نفس التصميم بلا القوس في تويجات الأطفال وإخوة جلالة الملك.
أما تويجات أطفال ولي العهد فعليها أربعة أزهار زنبق، وصليبين باتي وورقتي فراولة. أما أحفاد وإخوة جلالة الملك فتويجاتهم تتضمن أربعة صلبان باتي وأربعة أوراق. ويضع النبلاء هذه التويجات المذكورة آنفًا دون أي من الأخرى وفقًا لمنزلتهم. فتويجات الدوقات تحمل ثمانية أوراق فراولة، أما تويجات الماركيزات فتحمل أربعة ورقات فراولة بالتبادل مع أربعة كرات فضية، والخاصة بالفيكونات تحتوي علي ستة عشر كرة فضية، والخاصة بالبارونات ستة كرات فضية. ونفس التصميم يرتدينه القرينات باستثناء أن الكرات تظهر في دوائر أصغر من القرناء.
لكن بالنسبة للتيجان، لا يسمح بارتدائها إلا للملوك والملكات ولكبار الضباط النبلاء؛ فهم كبار المسئولين عن منح شعارات النبالة؛ فيحق للأرفع درجة بين كبار الضباط النبلاء، وكبار ضباط نبلاء كلارينسو، ونوروي وأولستر منح هذه الشعارات في إنجلترا، وأيرلندا الشمالية. أما في اسكتلندا فلورد ليون كبير الضباط هو من يمنحها. هذا بالإضافة إلى وجود كبير ضباط نبلاء مختص بمنح وسام باث، وآخر لوسام القديس مايكل والقديس جورج، ومثله لمنح وسام الإمبراطورية البريطانية. وهم لا يضطلعون إلا بأدوار في المراسم، لكنهم مخولون وفقًا للتشريعات الخاصة بأوسمتهم لارتداء التاج نفسه الذي يرتديه ضابط النبلاء الأرفع درجة في التتويج. وهو تاج مطلي بالذهب يتكون من ستة عشر ورقة أقنثة تتناوب في الارتفاع"، ومنقوش عليها جملة «ارْحَمْنِي يَااللهُ حَسَبَ رَحْمَتِكَ» من المزمور51  (باللاتينية: Miserere mei Deus secundum magnam misericordiam tuam)، ارتداه لورد ليون كبير الضباط النبلاء في كل تتويج حتى الخاص بجورج الثالث، بعدما كان يرتدي نسخة طبق الأصل من تاج اسكتلندا. وفي عام 2004 صُنِعت نسخة جديدة منه ليرتديها لورد ليون في احتفالات التتويج القادمة.

## المشاركون الآخرون
بالإضافة إلى النبلاء، يحضر مراسيم التتويج العديد من الرموز السياسة، من ضمنها رئيس الوزراء، وكل أعضاء حكومة المملكة المتحدة، وكل حاكم عام ورئيس وزراء لدول الكومنولث، وجميع محافظي المستعمرات البريطانية، فضلًا عن رؤساء الدول التابعة، وكبار الشخصيات وممثلي الدول الأخرى.

## الضيوف
في القرن العشرين، ارتدى المدعوون الذين لم يكونوا يشاركون بطريقة مباشرة أحد الأزياء الرسمية للمحكمة الملكية؛ إما الزي المصنوع من المخمل، أو ربطة عنق بيضاء وبنطالًا قصيرًا مع حذاء المحكمة. وارتدت السيدات فساتين طويلة وأكاليل.

## الاعتراف بالملك والقسم

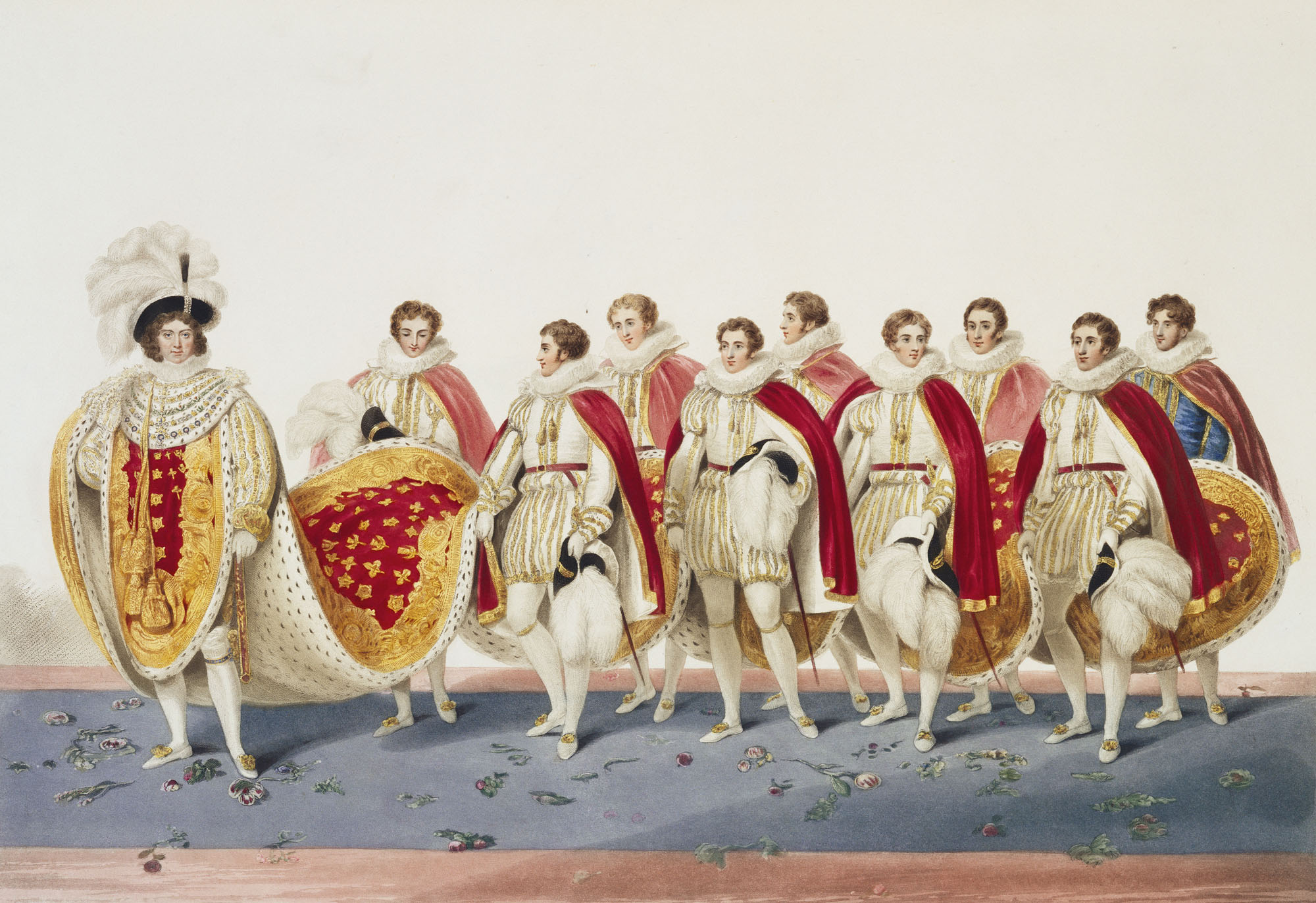
يحمل ذيل رداء جورج الرابع ثمانية من أكبر أبناء القرناء والمسئول عن الثياب الملكية. وهم من اليسار إالى اليمين: إيرل ساري، ومركيز دورو، وفيكونت كرانبورن، وإيرل برينكنوك، وإيرل أوكسبريدج، وإيرل روكسافدج، وإيرل رودون، وفيكونت انجستري، ولورد فرانسيس كونينغهام.

يدخل الملك دير وستمنستر مرتديًا المعطف القرمزي ورداء الدولة من المخمل القرمزي، ويجلس على كرسي الدولة وعلى الفور يذهب كبير الضباط النبلاء الأعلى درجة (بالإنجليزية: Garter Principle King of Arms)، ورئيس أساقفة كانتربري، ورئيس مجلس اللوردات والرئيس الأعلى للقضاء (بالإنجليزية:Lord Chancellor)، واللورد المسئول عن الشئون الملكية في قصر ويستمنستر (بالإنجليزية: Lord Great Chamberlain)، ورئيس محكمة مجلس اللوردات (بالإنجليزية: Lord High Steward)، ورائد الإيرلات (بالإنجليزية: Earl Marshal) إلى جوانب الدير الأربعة: الشرقي، والجنوبي، والغربي، والشمالي، ثم يذهب رئيس الأساقفة إلى كل جانب ويطالب بالاعتراف بالملك قائلًا:
وبعد الاعتراف به في كل جانب، يتلو رئيس الأساقفة القسم على الملك، الذي أصبح يتطلب منذ الثورة المجيدة، ضمن أشياء أخرى، بموجب قانون قسم التتويج لسنة 1688 أن «يعد ويقسم بأن يحكم شعب مملكة إنجلترا والممتلكات التابعة لها وفقًا لتشريعاتهم الموافق عليها في البرلمان وقوانينهم وعاداتهم.» لكن عُدِل القسم وحُذِف الجزء الخاص بالسلطة التشريعية. فعلى سبيل المثال، كان الحوار بين الملكة ورئيس الأساقفة في تتويج الملكة إليزابيث الثانية كالتالي:
رئيس أساقفة كانتربري: «أتعدين وتقسمين أن تحكمين شعوب المملكة المتحدة لبريطانيا العظمى، وأيرلندا الشمالية، وكندا، وأستراليا، ونيوزيلندا، واتحاد جنوب أفريقيا، وباكستان، وسيلان، وممتلكاتك، وأي أراضي أخرى تملكها هذه الدول، أو تتبع لها وفقًا لقوانينها وعاداتها؟»
الملكة: «أعد رسميًا بذلك».
رئيس أساقفة كانتربري: «أستستخدمين سلطتك لترسي العدل وتنفذي القانون برحمة في كل أحكامك؟»
الملكة: «سأفعل».
رئيس أساقفة كانتربري: «أستبذلين قصارى جهدك لتحافظي على قوانين الله وإيمانك الحق بالإنجيل؟ وعلى المذهب البروتستانتي المسيحي في المملكة المتحدة الذي أقره القانون؟ أستصونين وتحافظين علي تسوية كنيسة إنجلترا، ومذهبها، وعبادتها، ونظامها، وحكومتها كما ينص القانون الإنجليزي؟ وتصونين للأساقفة ورجال الدين، والكنائس التي تقع تحت مسئوليتك في إنجلترا كل الحقوق والمميزات التي يكفلها القانون لهم أو لأي منهم؟»
الملكة: «أعد بذلك. وكل ما وعدت به سأفعله وأحافظ عليه. لذا، ساعدني يا الله».
كما يقسم الملك أيضًا على حماية حكومة الكنيسة المشيخية في كنيسة اسكتلندا في هذا الجزء من القسم الذي يُتلى عليه قبل التتويج.
وحالما ينتهي منه، يقدم أحد القساوسة الإنجيل، يُستخدم إنجيل الملك جيمس كاملًا متضمنًا الأبوكريفا، قائلًا: «ها هي الحكمة، ها هو قانونك الملكي، ها هم مهتفو الوحي الإلهي»؛ وهي المهمة التي اضطلع بها رئيس الجمعية العامة لكنيسة اسكتلندا في تتويج إليزابيث الثانية، ثم يتم الاحتفال بالقربان الإلهي، لكن تقاطع الصلاة بعد تلاوة عقيدة نيقية.

## التكريس والتتويج

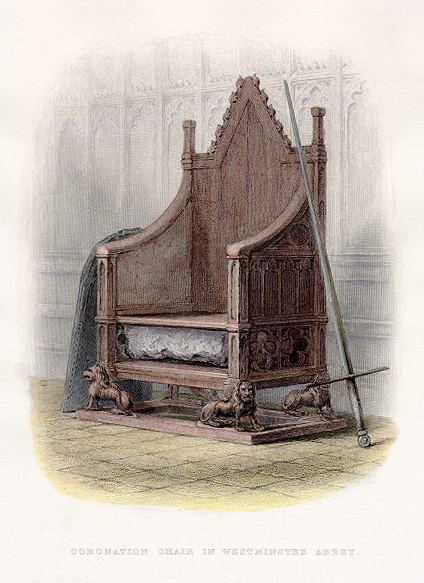
كرسي الملك إدوارد الذي يحتوي على حجر القدر، كما موضح، في دير وستمنستر عام 1855.

بعد قطع صلاة القربان المقدس، يبدل الملك المعطف القرمزي ويتجه إلى كرسي الملك إدوارد، الذي يوضع في أبرز مكان في التتويج، مرتديًا رداء التكريس (في عام 1953 وضِع الكرسي على منصة يصعد لها الملك عدة درجات). يرجع هذا الكرسي إلى العصور الوسطى ويوجد به فتحة في قاعدته يوضع بها حجر سكون، حجر القدر، لاستخدامه في المراسم، وهو كان يستخدم في تتويج ملوك اسكتلندا القدماء حتى جلبه إدوارد الأول إلى إنجلترا. ومنذ ذلك الحين، اُستخِدم في كل تتويج في دير وستمنستر، وظل محفوظًا مع الكرسي في الدير بين التتويجات حتى عام 1996 الذي اُعيد فيه إلى اسكتلندا حيث يُعرض باستمرار في قلعة إدنبره حتى وقت التتويج التالي.
وعندما يجلس الملك على الكرسي، تُحمل مظلة فوق رأسه للتكريس؛ وهي مهمة اضطلع بها أربعة من فرسان الرباط في احتفالات التتويج الحديثة. ولا يتم هذا العنصر من احتفال التتويج تحت أنظار العامة؛ لأنه يعتبر مقدسًا؛ لذا لم يتم تصويره في عام 1937 أو إذاعته تلفزيونيًا في عام 1953؛ يسكب كبير كهنة وستمنستر زيت التكريس من قارورة على شكل نسر على الملعقة التي يستخدمها كبير أساقفة كانتربري في مسح يدي، ورأس، وقلب الملك. هذه الملعقة المزركشة الوحيدة من مجوهرات التاج الباقية من العصور الوسطى بعد الكومنولث. ثم ينهي رئيس الأساقفة التكريس بمباركة الملك.
بعد ذلك يرتدي الملك الثوب الأبيض (باللاتينية: colobium sindonis) الذي يرتدي فوقه السوبرتونيكا (باللاتينية: Supertunica). ويقدم كبير الأمناء المهاميز التي تمثل الفرسان. ثم يقدم بعد ذلك رئيس أساقفة كانتربري- بمساعدة أساقفة آخرين- سيف الدولة للملك، ويرتدي الثوب الملكي والوشاح الذهبي فوق السوبرتونيكا. ثم يمنح رئيس الأساقفة الملك بعض الجواهر الملكية؛ يمنحه، أولًا، الكرة السلطانية؛ وهي كرة ذهبية مجوفة ومرصعة بعدد من الأحجار الكريمة وشبه الكريمة يعلوها صليب يمثل السيد المسيح يحكم العالم؛ ثم يعاد على الفور للمذبح ثانية بعد استلامه ثم يُمنح، ثانيًا، خاتمًا يمثل «الزواج» بينه وبين أمُته؛ وثالثًا، الصولجان الذي يعلوه حمامة وهي تمثل الروح القدس، والصولجان الذي يعلوه صليب وبه جوهرة كولينان الأولى. وبينما يحمل الملك الصولجانين، يضع رئيس الأساقفة تاج القديس إدوارد على رأسه، ثم يهتف الجميع «ليحفظ الله الملك» واضعين تويجاتهم وأغطية رؤوسهم (بالإنجليزية caps)، ويتم إطلاق المدافع من برج لندن.

## نهاية المراسم

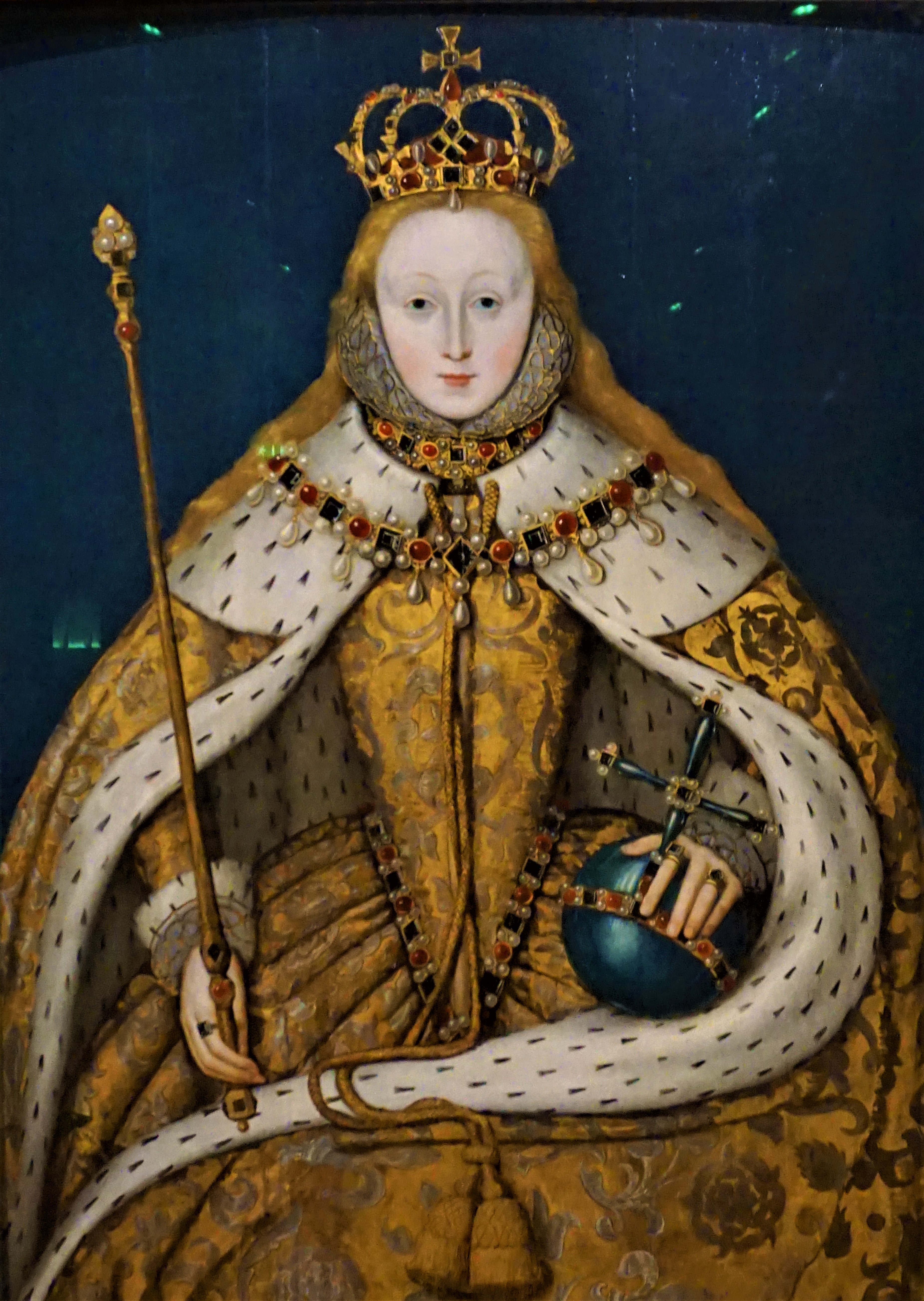
إليزابيث الأولى مرتدية ملابس التتويج، وحاملةً الصولجان والكرة السلطانية في نهاية التتويج

يُحمل الملك إلى العرش. ثم يحلف رؤساء الأساقفة والأساقفة قسم الولاء: 
 ثم يتقدم القرناء ليبدوا احترامهم قائلين:
 ثم يبدي رجال الدين احترامهم معًا برئاسة رئيس أساقفة كانتربري، يليهم أفراد العائلة المالكة كل على حدى. وبعد ذلك، يقود القرناء الأكثر نبلًا منهم طبقًا للرتبة: يقود الدوقات الدوق الأول، والماركيزات الماركيز الأول وهكذا.
وإذا كانت هناك ملكة قرينة، تُكرّس مع الملك في مراسيم بسيطة بعد تقديم الاحترام على الفور. بعد ذلك، تُستكمل صلاة القربان التي تم اعتراضها باكرًا وتنتهي. ثم يترك جلالة الملك مسرح التتويج ويدخل كنيسة القديس إدوارد (توجد داخل الدير) يسبقه حملة السيوف: سيف الدولة، وسيف العدالة الروحية، وسيف العدال المؤقتة، وسيف الرحمة (نصله ثلِم). ويوضع التاج والصولجانات وبقية المجوهرات الملكية الممنوحة للملك على المذبح. ويخلع الملك الثوب الملكي والوشاح الذهبي، ويرتدي المعطف القرمزي بدلًا من البنفسجي، والمعطف الإمبراطوري من المخمل البنفسجي. ثم يرتدي تاج الدولة الإمبراطوري ويحمل الصولجان الذي يعلوه صليب والكرة السلطانية ويغادر الكنيسة وسط غناء الجميع النشيد الوطني.

## الموسيقى
تصاحب المراسيم موسيقى في المقام الأول كلاسيكية ذات طابع ديني. وتعد مقطوعة القس زادوك (بالإنجليزية: Zadok the Priest)‏ أكثر مقطوعة تُعزف في المراسم، وهي مزيج ديني ألفه جورج فريدريك هاندل معتمدًا على نصوص من الإنجيل خصيصًا لحفل تتويج الملك جورج الثاني عام 1727، وأصبحت مذ ذاك الوقت تُعزف في كل تتويج وهو ما يعد إنجازًا لم تصل له أية مقطوعة أخرى. أما مقطوعة كنت سعيدًا (بالإنجليزية: I Was Glad)‏ فألفها هوبرت هاري نشيد افتتاحي لتتويج الملك إدوارد السابع، وهي تحتوي على قنطرة موسيقية ليتمكن تلامذة مدرسة ويستمنستر- الحاصلون على المنحة من الملك - من ممارسة حقهم؛ وهو كونهم أول من يهتف من العامة لجلالة الملك صادحين بكلمتهم الشهيرة «يحيا» الملك عندما يدخل مسرح التتويج. بالإضافة إلى ذلك، يعزف أيضًا نشيد المجد لله في العلى الذي ألفه تشارلز فيلير ستانفورد بانتظام في احتفالات التتويج الحديثة، والنشيد الوطني فليحفظ الله الملكة. كما عزفت مقطوعات أخرى في حفل تتويج الملكة إليزابيث الثانية لمؤلفين مثل السير جورج دايسون، وغوردون جاكوب، والسير وليام هنري هاريس، وهربرت هاولز، والسير وليام والتون، وصمويل سيباستيان ويسلي، ورالف فوغان ويليامز، وهيلي ويلان المقيم في كندا إنجليزي المولد. كما اقترح رالف فون ويليامز إضافة ترنيم جمهوري ووافق على ذلك رئيس أساقفة كانتربري. وبالتالي، أعاد ويليامز صياغة النظام المتري لموسيقى النسخة الإنجليزية من المزمور 100، دعوة بشرية للهتاف «اِهْتِفِي لِلرَّبِّ يَا كُلَّ الأَرْضِ». للتناسب مع الترنيم الجمهوري، والأرغن، والأوركسترا. وأصبحت هذه الموسيقى تستخدم في كل الاحتفالات في البلاد التي تتحدث الإنجليزية.

## مأدبة التتويج

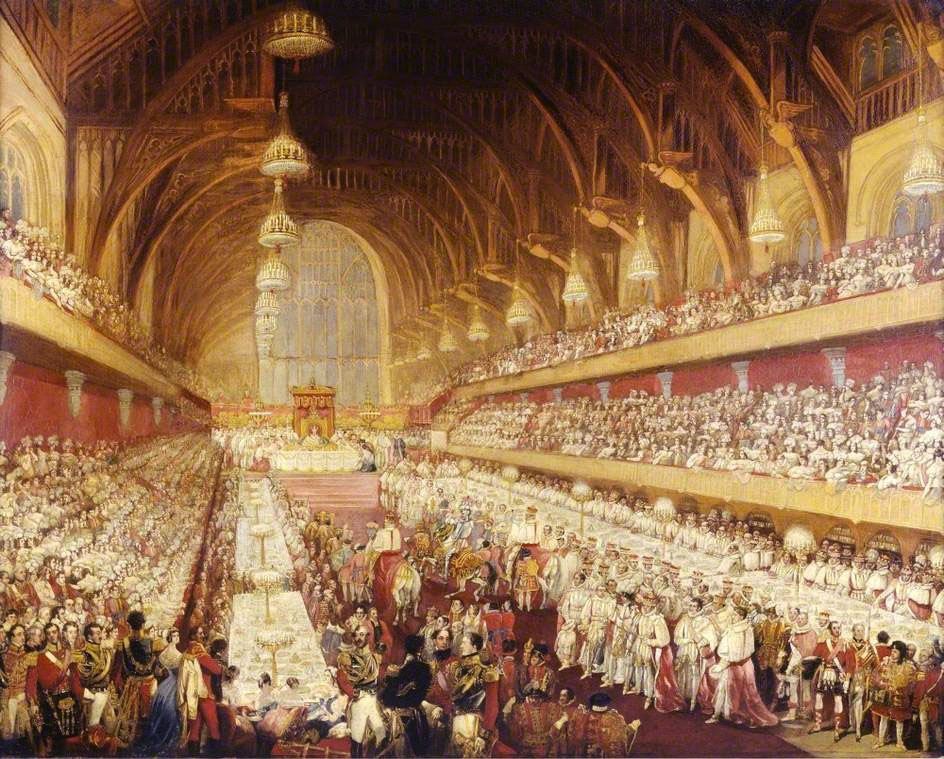
أقيمت مأدبة تتويج جورج الرابع في بهو وستمنستر في سنة 1821، وكانت الأخيرة التي تقام على هذه الشاكلة

حسب العادات، كان يتلو التتويج مأدبة تقام في بهو وستمنستر في قصر وستمنستر (الذي يحتوى أيضًا على مجلسي البرلمان). وكان يمتطي بطل الملك (بالإنجليزية: The King's Champion)‏، كان يشغل هذا المنصب أحد أفراد عائلة ديموك ذات الصلة بعزبة سكريفلسبي، جواده في البهو مرتديًا درعه كاملًا مع اللورد قائد الجيوش الملكية (بالإنجليزية: Lord High Constable)‏ ممتطيًا هو الآخر جواده من الجهة اليمنى للبطل ومثله رائد الإيرلات (بالإنجليزية: Earl Marshal)‏ من الجهة اليسرى. ثم يعلن المنادي الرسمي (بالإنجليزية: Herald)‏ أن البطل جاهز ليقاتل أي شخص ينكر الملك قائلًا هذه الكلمات التي أصبحت صيغتها كالتالي في عام 1800:
ثم يقوم بعد ذلك بطل الملك بإلقاء القفاز الواقي، وتعاد هذه المراسيم ثانية في منتصف البهو عند الطاولة الملكية حيث يجلس الملك. بعد ذلك، يشرب الملك نخب البطل من كأس ذهبي ويقدمه له. لكن هذا الطقس حُذِف منذ تتويج الملكة فيكتوريا ولم يتم إحيائه ثانية.
كانت ترتبط بمأدبة التتويج مناصب كبير خدم إنجلترا، وكبير نحاتي إنجلترا، وكبير نحاتي اسكتلندا.
ولم تقام المأدبات منذ تتويج جورج الرابع الذي كان حفل تتويجه في سنة 1821 الأفخم في التاريخ؛ فأخوه وخليفته ويليام الرابع لم يقم مأدبة وعدم قيامه بهذا التقليد الباهظ أصبح على ما يبدو تقليدًا متبعًا. كان سيقيم إدوارد السابع مأدبة، لكن مرضه المفاجئ أفشل هذه الخطة. وفي سنة 1953، تم طهو طبق الدجاج المصنوع للتتويج للوجبة غير الرسمية وقُدِم للضيوف.

## الحصول على لقب إمبراطور الهند
حصلت الملكة فيكتوريا على لقب إمبراطورة الهند في عام 1876؛ ففي 11 يناير 1877 عُقِدت جلسة في محكمة دوربار في دلهي للإعلان عن حصول الملكة على اللقب، لكنها لم تحضر شخصيًا وحضر عوضًا عنها نائبها لورد لايتون. وفي الحادي عشر من يناير 1903 عُقِدت أيضًا جلسة مشابهة للاحتفال باعتلاء إدوار السابع العرش ومثّله فيها دوق كونوت. أما في عام 1911، عُقِد حفل تتويج جورج الخامس في دوربار بيد أنّه حضر هذه المرة هو وزوجته شخصيًا. لكنه لم يتوج هناك؛ لأن تكريس الملك وتتويجه هي مراسيم مسيحية ليس من اللائق أن تتم في أمة أغلبها لا يدين بالمسيحية. لذلك، لم يتوج في الهند وإنما كان مرتديًا بالفعل تاج الهند الإمبراطوري عندما دخل دوربار. هذا التاج الذي صُنع خصيصًا لهذه المناسبة؛ لأنه كان من الممنوع، طبقًا للقانون، أن تخرج مجوهرات التاج من المملكة المتحدة. ثم اعتلى الملك العرش وأبدى أمراء الهند الاحترام له. وتلا ذلك الكثير من التغييرات في دوربار مثل تحويل العاصمة من كالكوتا إلى دلهي. لم تُكرر هذه المراسيم ونبذ جورج السادس اللقب في سنة 1948. (على الرغم من أن الهند كانت قد نالت استقلالها في العام السابق).